# ОШ „Бранко Радичевић” Обилић
Основна школа „Бранко Радичевић” је образовна установа која обавља делатност основног образовања и васпитања у систему Републике Србије. Седиште школе налази се у Обилићу на Косову и Метохији.

## Историја
Зграда основне школе „Бранко Радичевић” у Обилићу саграђена је 1955. годинe.
Школа је од 1955. до 1993. године носила назив „Братство“. Одлуком Скупштине општине Обилић, о промени назива школе, из децембра 1992. године, а која је почела да се примењује од 1993. године, школа је преименована у Основна школа „Бранко Радичевић”. После мартовског погрома 2004. године зграда школе је у потпуности демолирана и покрадена. Истурена одељење у Крушевцу и Мaзгиту више не постоје, јер су школу узурпирали локални Aлбанци, након претходног протеривања српског становништва 1999. године.
До 1990. године школа је имала и истурено одељење у Племетини, када се те 1990. године изградила нова школска зграда у Племетини и истурено одељење прераста у самосталну Основну школу „Свети Сава”.
Школа је након демолирања делимично обновљена, али већина њених просторија захтева додатна реновирања, те осавремењавање, због чега се каска услед недостатка материјалних средстава. Такође, школа има потешкоћа у очувању наставних средстава, јер су је претходних година често обијали. О овим проблемима редовно су обавештаване надлежне институције, али није било никаквих резултата у циљу заштите школе.